# Kel

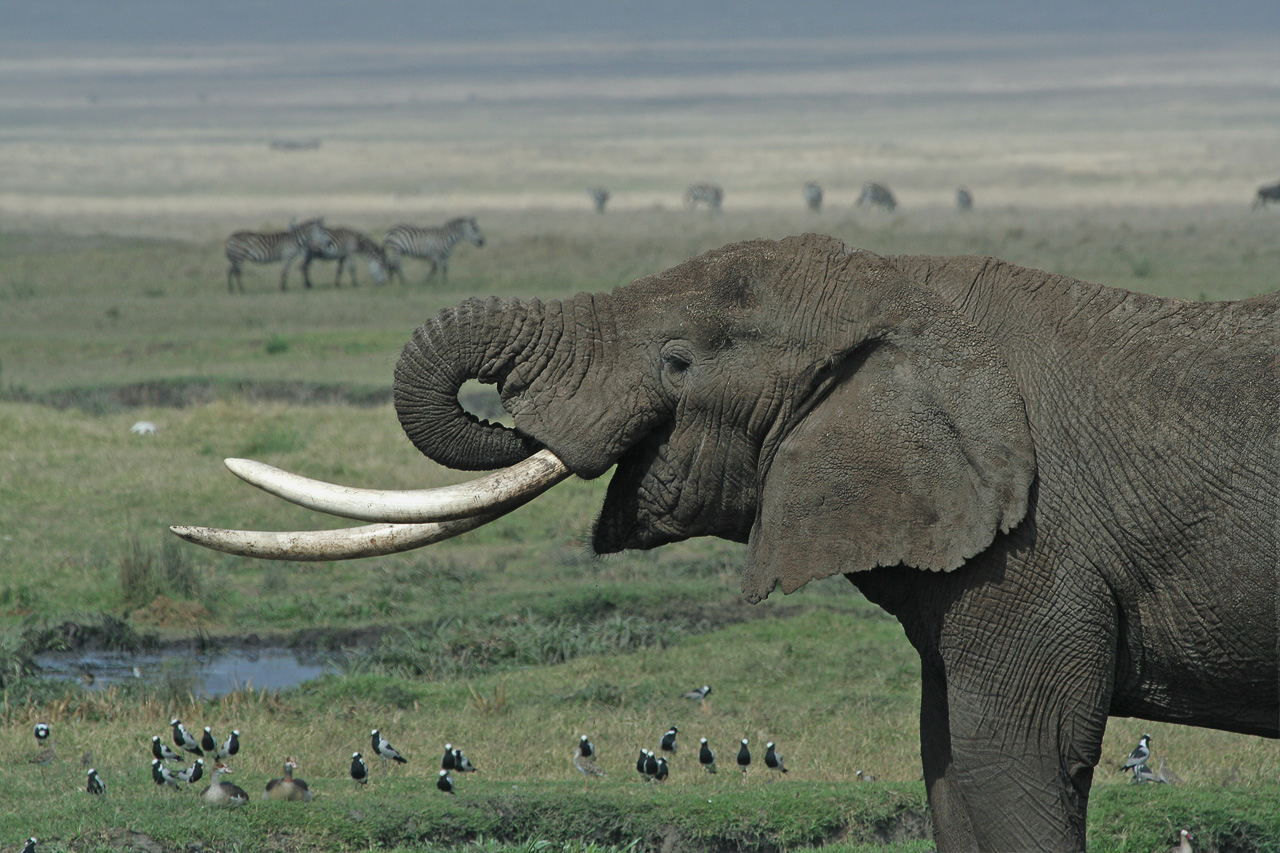
Slon s kly

Kel je extrémně dlouhý zub některých savců, který vyčnívá, když jsou zvířecí ústa zavřená. Kly mají sloni, mroži a narvalové, z vyhynulých zvířat mamuti.
Kly těchto zvířat jsou zdrojem slonoviny, která se používá jako ušlechtilý a atraktivní materiál k výrobě různých artefaktů uměleckého řemesla a šperků. Dříve byla využívána například i při výrobě klávesových nástrojů k osazení horní plochy kláves.
Kly jsou kvůli slonovině velmi žádané, a proto jsou tato zvířata ohrožena (obzvláště slon africký) nadměrným lovem. Díky mezinárodní úmluvě CITES je obchod se slonovinou velmi omezený.

## Příklady klů

Vybrané příklady klů
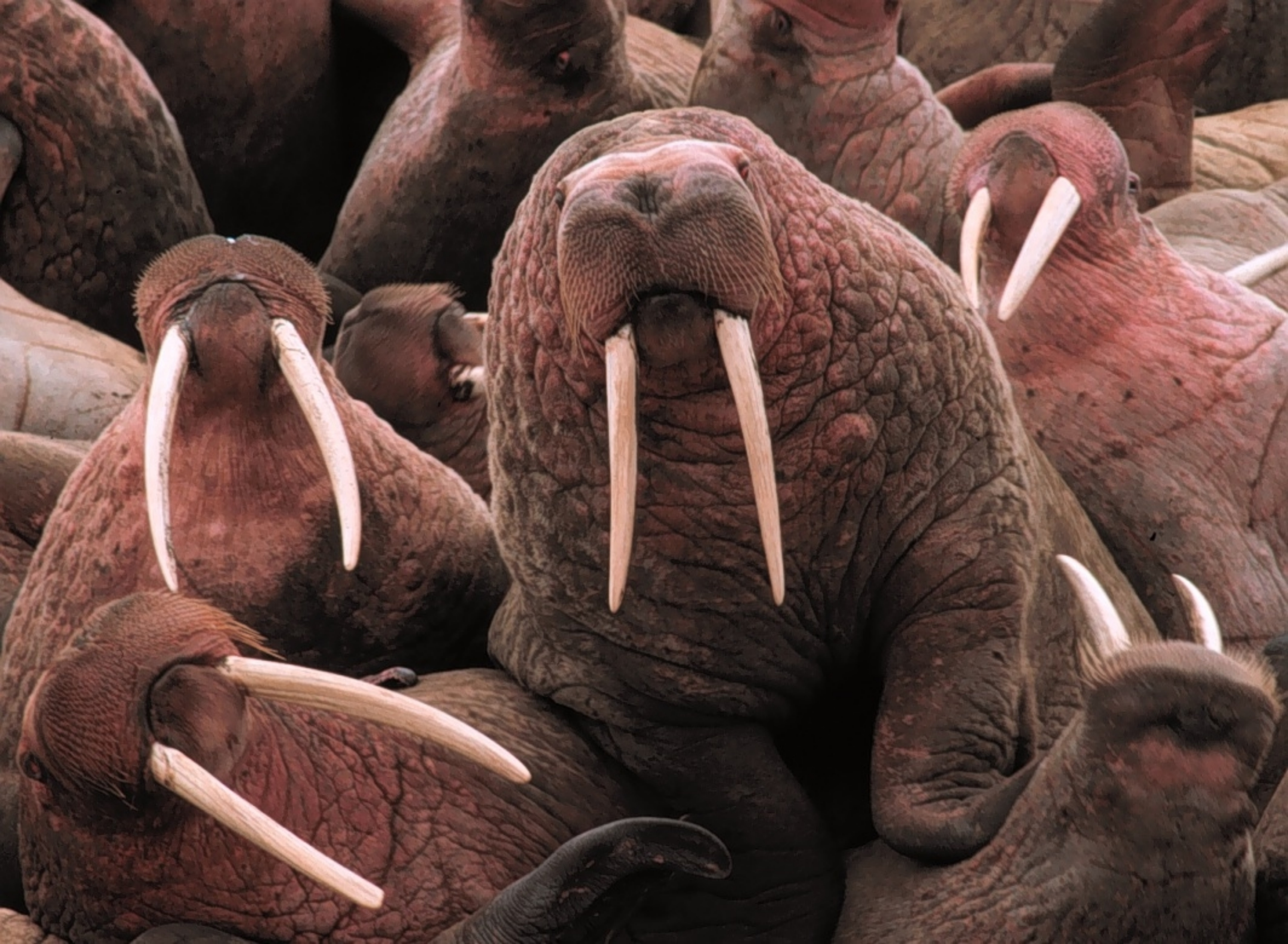
Mroži
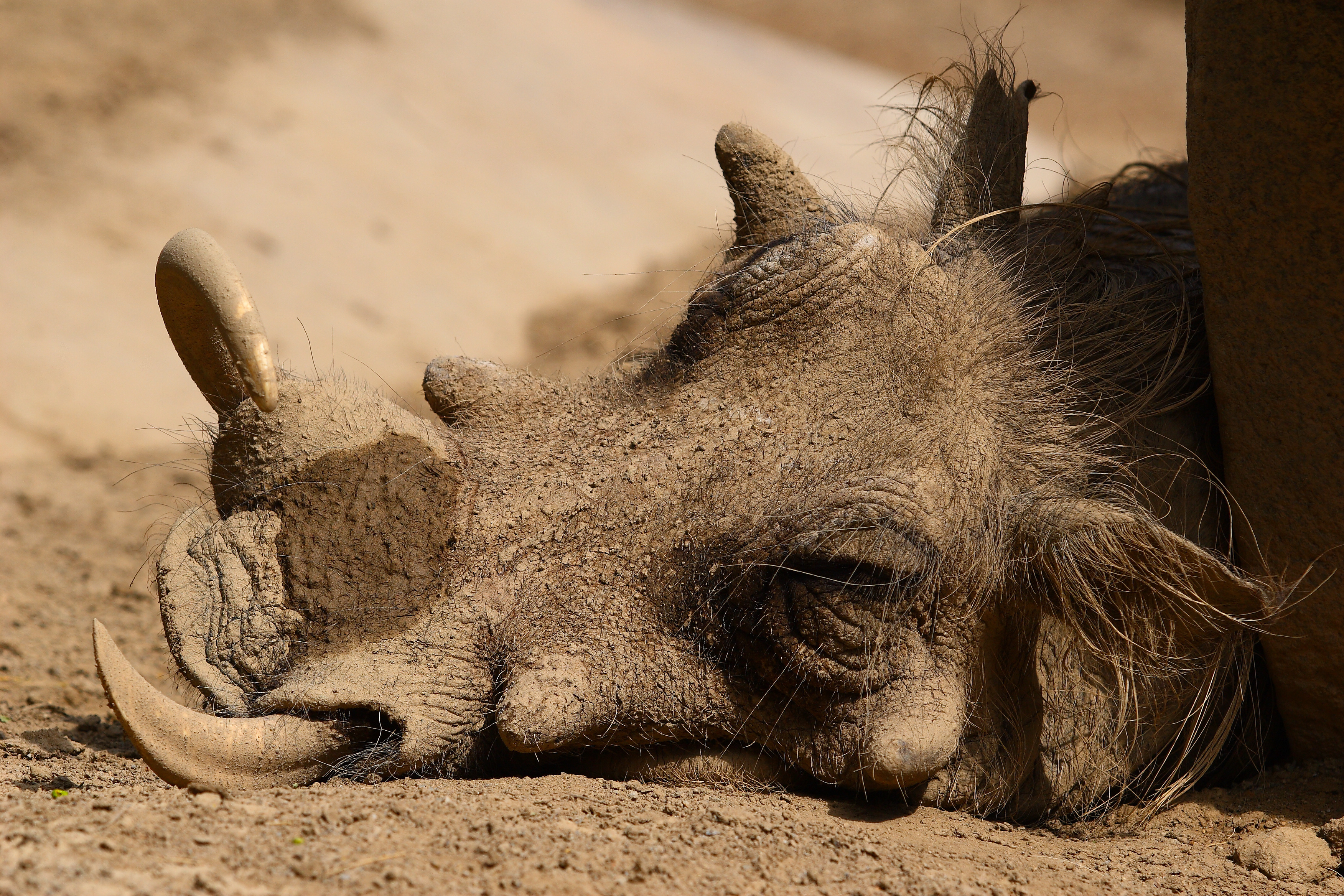
Prase savanové
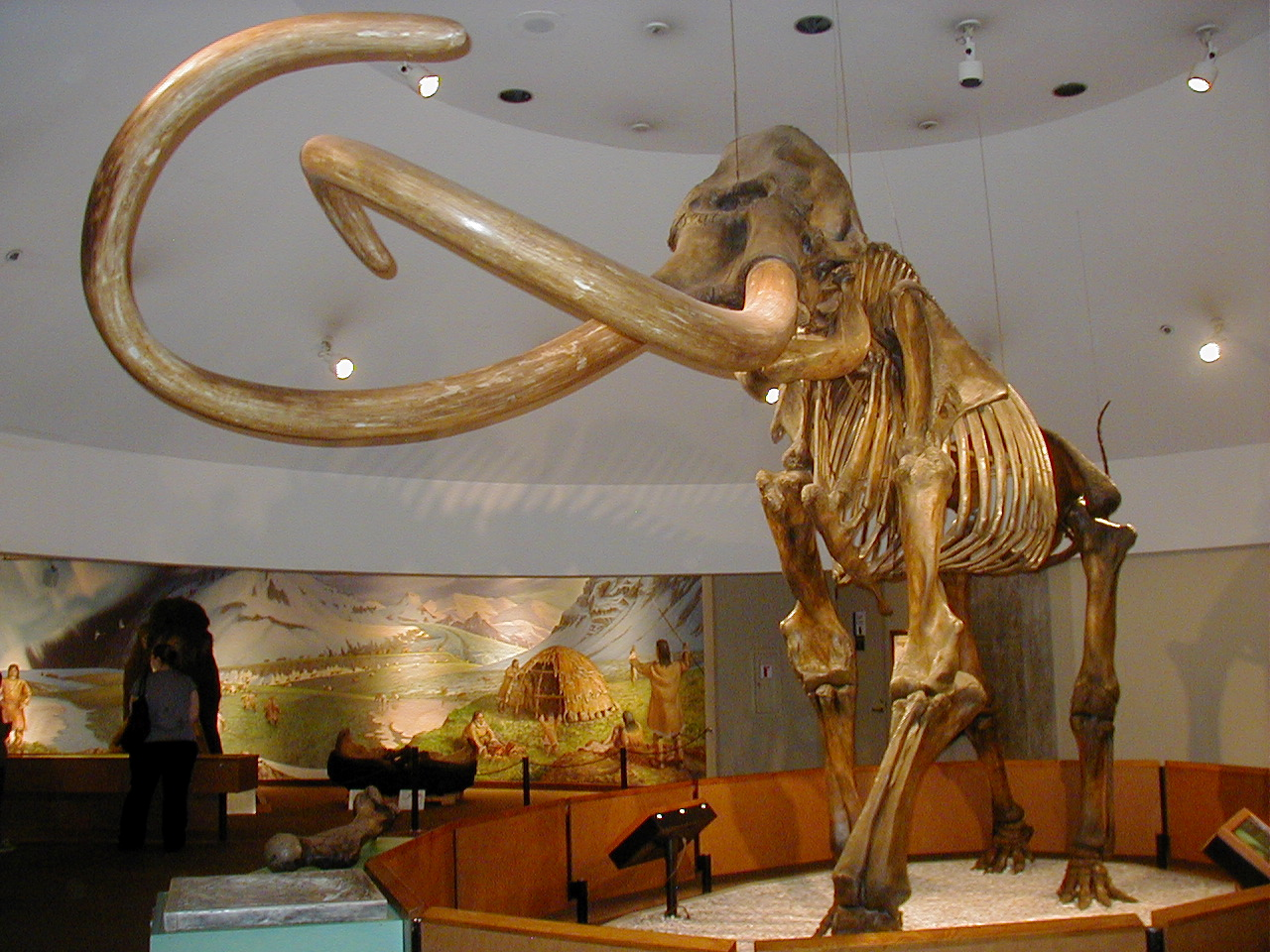
Mamut kolumbuský
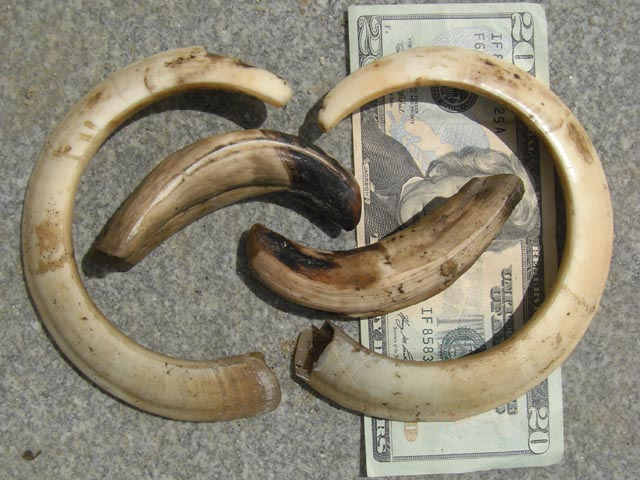
Kly prasete divokého
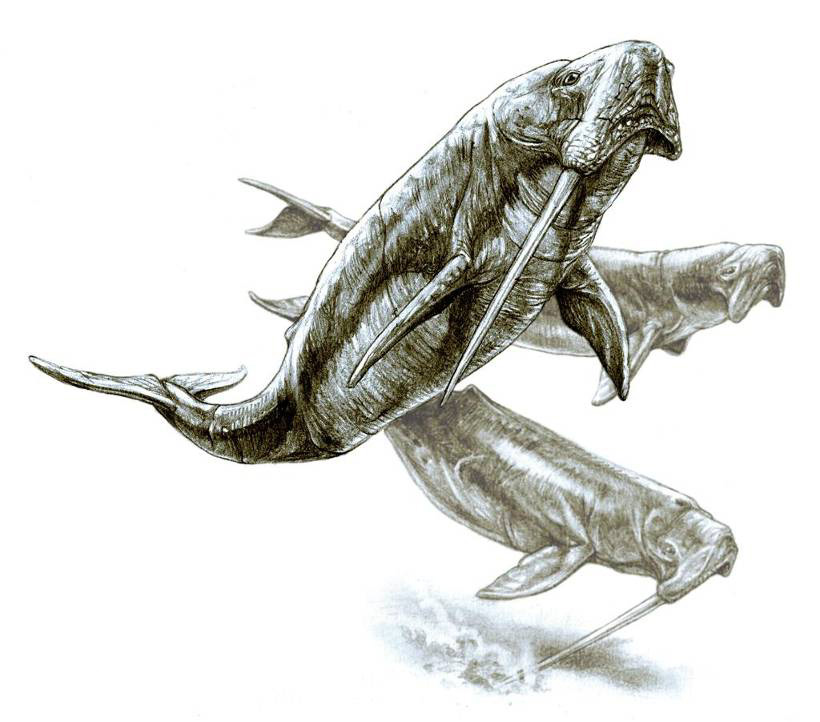
Odobenocetops
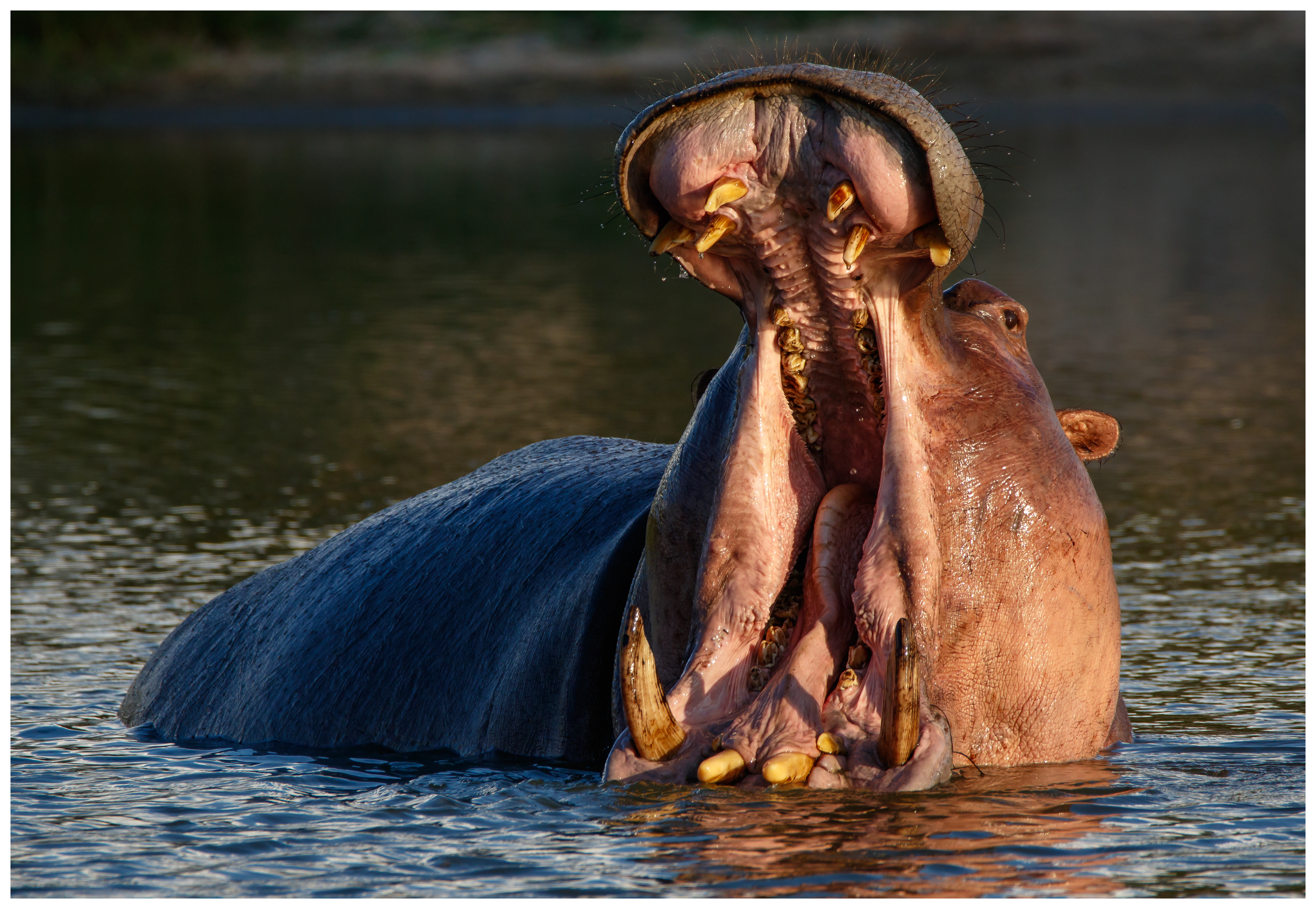
Hroch
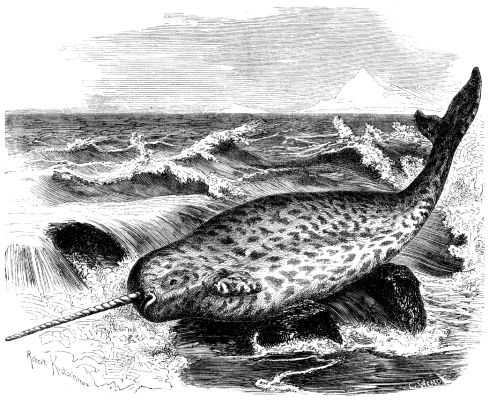
Narval